# Glaucidium brodiei
Glaucidium brodiei é uma espécie de ave da família Strigidae. Pode ser encontrada no Butão, Brunei Darussalam, Camboja, China, Índia, Indonésia, Laos, Malásia, Mianmar, Nepal, Paquistão, Taiwan, Tailândia e Vietnã.
No momento, 4 subespécies são reconhecidas:
- Glaucidium brodiei borneense Sharpe, 1893
- Glaucidium brodiei brodiei (Burton, 1836)
- Glaucidium brodiei pardalotum (Swinhoe, 1863)
- Glaucidium brodiei sylvaticum (Bonaparte, 1850)